# 南極圈

紅色線條即是南極圈

南極圈（英語：Antarctic Circle）是地球上南緯66°34′(90°-23°26′)的一个假想圈，是南寒带与南温带的界线，其精确的纬度数值是与黄赤交角互餘，其以内大部分是南極洲。南极圈附近因無山脉阻攔，盛行西風，溫帶氣旋常常出现，又有海冰漂浮，是非常凶險的海域。西方航海界有“咆哮的40°S、狂暴的50°S、尖叫的60°S”的说法。
由于地球围绕太阳公转时的章动现象，地球的黄赤交角一直在轻微地改变着。因此，纬度数值与黄赤交角互餘的南极圈也相应有改变。截至2000年，它位於南緯66°33′39（或66.56083°）上。南极圈南部的区域被稱為南極地区，而北部则是南溫帶。南极圈和北半球的北极圈是对称的。
在南极圈以南的地方，一年中会有太阳二十四小时不下山和二十四小时都是夜晚的时候，这两种现象分别称为极昼和极夜。南极圈是南半球的极昼和极夜开始出现的界线，正如北半球的北极圈一般。

## 极昼和极夜

地軸傾斜角（ε）與熱帶和極圈的關係。

极昼和极夜（又称永昼、永夜）是地球两极地区特有的现象，是指一天24小时之内全都是白天（极昼）或黑夜（极夜）。北极圈是北半球内仅有的可能发生极昼极夜的地方。每年的公历3月23日，也就是春分的时候，太阳直射赤道。从这一天开始，南极圈内开始出现极夜。一开始只有南极点，然后逐渐扩大到整个南极圈范围。6月22日，夏至日时，太阳直射北回归线（北纬23°26′），这时南半球极夜范围达到最大，为南极圈以南的全部地方。之后，极夜范围慢慢缩小，到了9月23日秋分的时候，恢复到只有南极点有极夜。这一天过后南极的极昼开始，最初也是在南极点，然后延伸到整个南极圈的范围。12月22日冬至时，太阳直射南回归线，整个南极圈以南的区域都是极昼。接着极夜范围逐渐回缩，到了第二年的3月23日，即春分时极昼结束，而极夜重新开始。

南极圈内主要是南极大陆

南极圈内的地方，越靠近南极点，出现极昼极夜的时间就越长。南极点附近的地方一年有近一半的时间是极昼，另一半是极夜。南极圈内靠近边缘的地方则只有几天的极昼极夜。
南极圈内的地方太阳永远无法直射，太阳高度也不高，在冬至日的时候达到最大高度。纬度为{\displaystyle \alpha }的地方，太阳高度角最大为113°26′{\displaystyle -\alpha }，小于46°52′。

## 气候
南极圈内日照短暂，太阳高度不大（阳光穿过的大气层厚度增加，导致反射和散失的热量增多），以及地表冰盖对阳光的反射，因此南极地区终年寒冷，属于冬季严寒、夏季凉爽的冰原气候。冷空气在进入南极圈内之后变冷沉降，形成了极圈内的极地高压带。从极地高气压区流向低纬度的空气，由于地球自转偏向力的作用，一律偏东，在南极圈内的地区形成东南风（从东南吹向西北），叫作极地东风带。在南极圈附近，极地东风携带的冷空气向下沉降，造成近地面的东南风，而从低纬度南下的暖空气与南面往北来的极地冷空气相遇，形成锋面，称为极锋。暖空气由于较轻，爬升到较重的北上冷气流之上，形成副极地上升气流。上升气流在高空又分为南向和北向流动的两个分支。向北的一支在南纬30°左右再度下沉，构成了南半球的中纬度环流圈。向北南的一支到了南极点附近沉降，完成高纬度环流圈。由于副极地上升气流的影响，南极圈附近的气压较低，称为副极地低压带。由于南极圈附近没有山脉阻挡，中高纬度的盛行西风畅通无阻，海岸附近的风速可达17-18米每秒。

## 地理和人口
南極圈内大部分由南極大陸占据，沒有人類在南極圈内永久定居。然而，南极圈内有來自不同國家的南极研究中心。科學家們輪流地按季節前往南极洲作暫時的居住，並進行各種科學研究。在過去的一个世纪裡，南极大陆上已经建立起一些半永久性的捕鯨站，捕鯨的人可以生活在那裡一年或更長時間。至2009年为止，已经至少有三個孩子出生在南極洲，然而，他們都出生在南极圈内最靠北的北站。
从本初子午線开始，自西向东在南極圈穿過的地区有：
| 位置  | 領土或海上 | 地區                       |
| ----- | ---------- | -------------------------- |
| 0°    | 南冰洋     | 毛德皇后地北部             |
| 30°E  | 南冰洋     | 毛德皇后地北部             |
| 60°E  | 南冰洋     | 毛德皇后地北部，埃默里冰架 |
| 90°E  | 威爾克斯地 |                            |
| 120°E | 威爾克斯地 |                            |
| 150°E | 南冰洋     | 維多利亞地北部             |
| 180°  | 南冰洋     | 羅斯海                     |
| 150°W | 南冰洋     | 玛丽·伯德地北部            |
| 120°W | 南冰洋     | 阿蒙森海                   |
| 90°W  | 南冰洋     | 彼得一世岛                 |
| 60°W  | 葛拉汉地   |                            |
| 30°W  | 威德爾海   |                            |

## 洋流
南极圈以南，南极洲边缘的海上，在极地东风带的吹拂下形成环绕南极洲大陆流动的南极绕极环流。而南极圈以北为受盛行西风影响的自西向东环绕南极大陆一周的西风漂流。